# China Championship
O China Championship (oficialmente conhecido como Evergrande China Championship, por conta do patrocínio) é um torneio profissional de snooker. O evento ocorre anualmente em Guangzhou na China desde 2016 e faz parte do calendário do ranking mundial da categoria. O atual campeão do torneio é o inglês Shaun Murphy.

## História
O Evergrande China Championship ocorreu pela primeira vez em 2016, como um evento não pertencente ao calendário do ranking. Desde então é realizado em Guangzhou, capital e maior cidade da província homônima, no sudeste da República Popular da China. O escocês John Higgins venceu o inglês Stuart Bingham por 10–7 na final.
A edição de 2017 foi a primeira do torneio como parte do ranking mundial. O belga Luca Brecel venceu seu primeiro título na final contra o inglês Shaun Murphy por 10–5. O inglês Mark Selby ganhou o título em 2018, vencendo John Higgins por 10–9 na final.
Shaun Murphy venceu o Evergrande China Championship de 2019, derrotando o galês Mark Williams por 10–9 numa final espetacular.

## Edições
| Ano                                           | Campeão                                       | Vice-campeão                                  | Placar                                        | Temporada                                     | Ref.                                          |
| China Championship (não pertencia ao ranking) | China Championship (não pertencia ao ranking) | China Championship (não pertencia ao ranking) | China Championship (não pertencia ao ranking) | China Championship (não pertencia ao ranking) | China Championship (não pertencia ao ranking) |
| --------------------------------------------- | --------------------------------------------- | --------------------------------------------- | --------------------------------------------- | --------------------------------------------- | --------------------------------------------- |
| 2016                                          | John Higgins                                  | Stuart Bingham                                | 10–7                                          | 2016–17                                       | [ 5 ] [ 6 ]                                   |
| China Championship (ranking)                  |                                               |                                               |                                               |                                               |                                               |
| 2017                                          | Luca Brecel                                   | Shaun Murphy                                  | 10–5                                          | 2017–18                                       | [ 7 ] [ 8 ]                                   |
| 2018                                          | Mark Selby                                    | John Higgins                                  | 10–9                                          | 2018–19                                       | [ 9 ] [ 10 ]                                  |
| 2019                                          | Shaun Murphy                                  | Mark Williams                                 | 10–9                                          | 2019–20                                       | [ 11 ]                                        |

### Títulos por jogador
| Jogador        | Título(s) | Vice(s) | Ano(s) do(s) título(s) | Ano(s) do(s) vice(s) |
| -------------- | --------- | ------- | ---------------------- | -------------------- |
| John Higgins   | 1         | 1       | 2016                   | 2018                 |
| Shaun Murphy   | 1         | 1       | 2019                   | 2017                 |
| Luca Brecel    | 1         | 0       | 2017                   |                      |
| Mark Selby     | 1         | 0       | 2018                   |                      |
| Stuart Bingham | 0         | 1       |                        | 2016                 |
| Mark Williams  | 0         | 1       |                        | 2019                 |

### Títulos por país
| País          | Título(s) | Vice(s) | Jogador(es) campeão(ões)         |
| ------------- | --------- | ------- | -------------------------------- |
| Inglaterra    | 2         | 2       | Mark Selby (1), Shaun Murphy (1) |
| Escócia       | 1         | 1       | John Higgins                     |
| Bélgica       | 1         | 0       | Luca Brecel                      |
| País de Gales | 0         | 1       |                                  |